# Brad Miller
Brad Miller (Kendallville, Indiana, SAD, 12. travnja 1976.) je bivši američki košarkaš. Nastupao je za šest NBA momčadi te je zabilježio dva nastupa na NBA All-Star vikendu.
Studirao je na sveučilištu Purdueu. Nije bio biran na draftovima.

## Vanjske poveznice
- ESPN.com